# زردپره تبتی
زردپره تبتی (نام علمی: Emberiza koslowi) نام یک گونه از سرده زردپره‌های معمولی است.